# Andrea Colombo (arbitro)
Andrea Colombo (Como, 5 ottobre 1990) è un arbitro di calcio italiano.

## Carriera
Studente del Liceo classico del Liceo Alessandro Volta, inizia la sua carriera nel 2006 spinto da suo cugino Raffaele Colombo, arbitro internazionale di pallanuoto, che gli consiglia di provare a fare il direttore di gara di calcio. Studia Giurisprudenza all'Università degli Studi dell'Insubria, senza concludere.
Dopo 3 stagioni in Serie D, nella stagione 2017-2018 viene promosso in Serie C, dove debutta il 10 settembre in Ravenna-Triestina, match terminato 1 a 5 per gli ospiti.
Nel 2020-2021 arbitra la sfida di playoff tra Avellino e Padova, dove riceve i complimenti dell'allora presidente di Lega Pro, Francesco Ghirelli, presente sugli spalti.
Da qui la promozione in Can A e B a partire dalla stagione seguente: gli ultimi fischietti della sezione di Como ad aver raggiunto la massima serie erano stati Luca Marelli nel 2005 ed Emilio Ostinelli nel 2010.
Esordisce in Serie B il 29 agosto 2021, dirigendo Parma-Benevento, match vinto per 1-0 dai ducali. Dirige la sua prima partita di Serie A il 2 dicembre seguente, arbitrando Torino-Empoli, match terminato 2-2.
Il 22 ottobre 2022, nell'ambito di una collaborazione tra l'AIA e la Federazione Cipriota dirige Paphos-Omonia Nicosia, gara del massimo campionato locale, coadiuvato da assistenti arbitrali locali e dal VAR italiano Lorenzo Maggioni.
L'11 marzo 2023 dirige il suo primo big match in Serie A, ovvero Napoli-Atalanta, terminata 2-0 per i partenopei.
Il 23 aprile 2023 prende la decisione di far proseguire il gioco dopo un suo tocco del pallone nella direzione di Pisa-Bari, match di Serie B terminato 1-2 per gli ospiti, aprendo il dibattito sull'applicazione della nuova regola. 
Il 23 giugno 2023 si è aggiudicato la VIII edizione del Premio Nazionale "Luca Colosimo” come il miglior giovane arbitro di Serie A non ancora internazionale.
Il 21 dicembre 2023 viene ufficializzata dall'AIA la nomina ad Arbitro Internazionale, ed entra così nella lista FIFA per il 2024.
Il 14 gennaio 2024 riceve a Montecatini il Premio Maestrelli come "Giovane arbitro internazionale emergente".
Il 17 aprile 2024 viene designato per la sua prima sfida stracittadina, nello specifico Milan-Inter del successivo 22 aprile. Con questa designazione, Colombo diventa a 33 anni, 6 mesi e 17 giorni il secondo arbitro più giovane di sempre ad essere scelto per il derby di Milano (meglio di lui solo Gianluca Paparesta a 33 anni, 5 mesi e 29 giorni).
Nella stagione 2023-2024 conta ben 16 presenze in Serie A, toccando quota 31 da quando è alla CAN. Nel finale di stagione spicca la designazione per la finale d'andata dei play-off per la promozione in Serie A tra Cremonese e Venezia, terminata con il risultato di 0-0.
Il 10 ottobre 2024 viene designato per la sua prima gara a livello internazionale nella sfida di UEFA Nations League tra Inghilterra e Grecia, disputata al Wembley di Londra. L'incontro, vinto dagli Ellenici per 1-2, è stato per la nazionale greca il primo successo nella storia contro la selezione dei Tre Leoni.
Il 10 dicembre 2024, la CONMEBOL ha annunciato che dal 23 gennaio al 16 febbraio 2025 la squadra arbitrale italiana della UEFA composta  da Andrea Colombo e gli assistenti Giovanni Baccini e Davide Imperiale è stata convocata per dirigere le gare del Campionato Sudamericano Under-20. Si tratta della seconda volta che una squadra arbitrale UEFA partecipa a questo prestigioso torneo . Nell'occasione la terna italiana è stata designata per ben 5 gare: Perù-Venezuela, Cile-Paraguay, Uruguay-Brasile, Argentina-Colombia e Argentina-Paraguay l'ultima e decisiva partita del girone finale per l'assegnazione del titolo sudamericano.    
Il 24 marzo 2025, in occasione della cerimonia del Premio Nazionale ‘Enzo Bearzot’ svoltasi a Roma presso il Salone d’Onore del CONI, riceve il Premio Stefano Farina relativo alla stagione 2024-2025 della Serie A, assegnato ogni anno al miglior arbitro emergente della Commissione Arbitri Nazionale.
Il 13 aprile 2025 dirige ad Atene, insieme agli assistenti Marco Ceccon e Khaled Bahri, l'importante sfida di Campionato greco tra Olimpiakos e AEK vinta per 1-0  dai padroni di casa, risultato che ha permesso alla squadra del Pireo di vincere matematicamente il titolo di Campione di Grecia.
Il 28 Aprile 2025 diventa il primo arbitro italiano ad essere scelto per dirigere la Finale della Uefa Youth League a Nyon, in Svizzera, tra Barcellona e Trabzonspor, che ha visto trionfare i catalani per 4-1. Con lui gli assistenti Giovanni Baccini e Giuseppe Perrotti, insieme al IV ufficiale di gara Joonas Jaanovits (EST). Al VAR Michael Fabbri e Luca Pairetto .
Nella stagione 2024-2025 conta ben 16 presenze in Serie A, toccando quota 47 da quando è alla CAN. Conclude la stagione dirigendo la finale di ritorno dei play-off per la promozione in Serie A tra Spezia e Cremonese, terminata 2-3 . Il 4 luglio 2025 è stato premiato con il Premio Giovanni Mauro, quale Arbitro CAN Internazionale maggiormente distintosi sotto il profilo tecnico.
Nell'estate 2025 viene selezionato, insieme all'assistente italiano Giuseppe Perrotti di Campobasso, per dirigere la fase finale del Campionato Europeo UEFA Under 19 in Romania. Durante la competizione dirige due gare nella fase a gironi (Germania-Inghilterra e Danimarca-Romania). Chiude il torneo arbitrando la Semifinale tra Olanda e Romania, gara che registra il record di spettatori (12.199) in una partita Under 19 tra nazionali .